# Tailly (Côte-d’Or)
Tailly település Franciaországban, Côte-d’Or megyében. Lakosainak száma 200 fő (2022. január 1.). Tailly Volnay, Bligny-lès-Beaune, Merceuil és Meursault községekkel határos.

## Népesség
A település népessége az elmúlt években az alábbi módon változott:
| Lakosok száma | 146  | 147  | 189  | 195  | 188  | 185  | 177  | 190  | 196  | 200  |
|               | 1968 | 1982 | 1990 | 2006 | 2013 | 2015 | 2017 | 2019 | 2020 | 2022 |